# ناحیه برج الأمیر خالد
ناحیه برج الأمیر خالد (به عربی: دائرة برج الأمیر خالد) یک ناحیه در الجزایر است که در استان عین الدفلی واقع شده‌است.